# Kangurowiec
Kangurowiec (Dorcopsis) – rodzaj ssaków z podrodziny kangurów (Macropodinae) w obrębie rodziny kangurowatych (Macropodidae).

## Rozmieszczenie geograficzne
Rodzaj obejmuje gatunki występujące na Nowej Gwinei i okolicznych wyspach.

## Morfologia
Długość ciała 42–97 cm, długość ogona 31–53,5 cm; masa ciała 3,4–11,6 kg (samce są większe i cięższe od samic).

## Systematyka
Rodzaj zdefiniowali w 1845 roku niemieccy zoolodzy Hermann Schlegel i Salomon Müller w rozdziale dotyczącym opisowi trzech nowych torbaczy, opublikowanym w książce autorstwa Ceonraada Jacoba Temmincka poświęconej historii naturalnej holenderskich posiadłości zamorskich. Jako gatunek typowy autorzy wyznaczyli (oznaczenie monotypowe) kangurowca pręgowanego (D. muelleri).

### Etymologia
Dorcopsis: gr. λορκας dorkas ‘gazela’; οψις opsis ‘wygląd’.

### Podział systematyczny
Do rodzaju należą następujące występujące współcześnie gatunki:
| Grafika | Gatunek            | Autor i rok opisu  | Nazwa zwyczajowa       | Podgatunki         | Rozmieszczenie geograficzne                                                                     | Podstawowe wymiary                        | Status IUCN |
| ------- | ------------------ | ------------------ | ---------------------- | ------------------ | ----------------------------------------------------------------------------------------------- | ----------------------------------------- | ----------- |
|         | Dorcopsis atrata   | Van Deusen, 1957   | kangurowiec czarny     | gatunek monotypowy | Wyspy d’Entrecasteaux (Wyspa Goodenougha), na południowy wschód od Nowej Gwinei                 | DC: 55–69 cm DO: 25–42 cm MC: 3,4–7,5 kg  | CR          |
|         | Dorcopsis hageni   | K.M. Heller, 1897  | kangurowiec białopręgi | gatunek monotypowy | północne przybrzeżne niziny Nowej Gwinei (Indonezja i Papua-Nowa Gwinea)                        | DC: 42–60 cm DO: 31–38 cm MC: 5–6 kg      | LC          |
|         | Dorcopsis luctuosa | (D’Albertis, 1874) | kangurowiec szary      | 2 podgatunki       | endemit Papui-Nowej Gwinei: niziny południowej i południowo-wschodniej Nowej Gwinei             | DC: 25–97 cm DO: 31–39 cm MC: 3,6–11,6 kg | VU          |
|         | Dorcopsis muelleri | (Lesson, 1827)     | kangurowiec pręgowany  | 4 podgatunki       | endemit Indonezji: niziny zachodniej Nowej Gwinei (włącznie z wyspami Misool, Salawati i Yapen) | DC: 54–77 cm DO: 32–53 cm MC: 5–6,8 kg    | LC          |

Kategorie IUCN:  LC  – gatunek najmniejszej troski,  VU  – gatunek narażony,  CR  – gatunek krytycznie zagrożony.
Opisano również gatunek wymarły z pliocenu Australii:
- Dorcopsis wintercookorum Flannery, Rich, Turnbull & Lundelius, 1992